# Xã Pleasant, Quận Lucas, Iowa
Xã Pleasant (tiếng Anh: Pleasant Township) là một xã thuộc quận Lucas, tiểu bang Iowa, Hoa Kỳ. Năm 2010, dân số của xã này là 229 người.